# Бутурлин, Иван Васильевич
Ива́н Васи́льевич Бутурли́н (Криво́й) (ум. 1697) — стольник (1654), окольничий (1677), боярин (1678), ближний боярин и суздальский наместник (с 1686), воевода и дипломат.

## Биография
Представитель дворянского рода Бутурлиных. Старший сын ближнего боярина и воеводы Василия Васильевича Бутурлина (? — 1656).
В 1654 и 1655 годах он был, в звании стольника, воеводой в Нижнем Новгороде, где энергично боролся с проникшей туда моровой язвой.
В 1660—1663 годах И. В. Бутурлин был при дворе царя Алексея и, по званию стольника, участвовал в разных придворных торжествах.
В 1676 году был вместе с Яковом Гитнером на пограничном съезде с шведскими уполномоченными.
В 1671 годах он сидел воеводой в Тамбове и упорно боролся здесь с Разинским бунтом. При царе Фёдоре Алексеевиче значение Бутурлина быстро возрастает.
В 1676 году он был послан на съезд с шведскими послами, с целью склонить Швецию к союзу с Польшей и Россией против турок и татар, а также чтобы уладить целый ряд мелких пограничных и других споров. Переговоры кончились неудачно, шведов склонить к союзу не удалось, и Бутурлин осенью возвратился в Москву.
В 1677 году И. В. Бутурлин отправлен первым воеводой в Рыльск, где провел целое лето, защищая южные границы от крымских татар, а осенью вернулся в Москву, и был пожалован в окольничие, а на следующий год — в бояре.
В 1678 году он участвовал в походе для освобождения Чигирина от турок и в ноябре отправлен был в Польшу для утверждения мирного договора, причем ему поручено было склонять поляков к разрыву с Турцией. Выполнив удачно возложенное на него поручение.
В мае 1679 года Иван Бутурлин отправился из Варшавы в Вену, побудить императора к войне с Турцией, чтобы таким образом отвлечь от России главные силы турок. В июле он был уже в Вене, но император отказался вступать в борьбу с Турцией без союза с Польшей. Приехав на русскую границу, Бутурлин получил приказание ехать прямо в свои вотчины, чтобы не занести в Москву моровой язвы, свирепствовавшей в то время в Вене. Только в октябре 1680 года позволено было ему приехать ко двору.
В 1682 году И. В. Бутурлин подписался под соборным деянием об уничтожении местничества, и в том же году он был на воеводстве в Новгороде.
27 ноября 1683 года Бутурлин был отправлен с князем Яковом Одоевским на съезд с поляками в Андрусово для заключения вечного мира и, хотя и не успел в этом, но по возвращении в Москву 23 марта 1684 года получил в награду за свою службу золотой атласный кафтан, золотой кубок с кровлей и 100 рублей придачи к окладу; в мае того же года он участвовал в переговорах о подтверждении мирного договора с Швецией.
В 1686 году Иван Бутурлин был пожалован в ближние бояре и наместники суздальские и назначен, вместе с князем В. В. Голицыным, в ответ с польскими послами, приехавшими для заключения вечного мира. После долгих пререканий и споров, мир был заключен на самых выгодных для России условиях, и Бутурлин получил в награду золоченый кубок в 5 фунтов, кафтан на соболях в 250 рублей и 4000 ефимков на покупку вотчины.
В 1688—1689 годах он был воеводой в Киеве.
Оставил после себя двух сыновей и одну дочь:
- Пётр Иванович Бутурлин (? — 1724), боярин, при Пётре I — " князь-папа Всешутейшего и Всепьянейшего собора "
- Борис Иванович Бутурлин (? — 1708), сын боярский, при Пётре I служил в гвардии, капитан
- Анна Ивановна Бутурлина, жена князя Петра Михайловича Долгорукова (1663—1708)